# Erinnyis stheno
Erinnyis stheno là một loài bướm đêm thuộc họ Sphingidae. Loài này có ở Barbados.
Nó gần giống loài Erinnyis obscura obscura, nhưng cánh trước ngắn hơn và rộng hơn.